# Královna (Neustupov)
Královna je vesnice v okrese Benešov, součást obce Neustupov. Nachází se 3 km na severovýchod od Neustupova. Je zde evidováno 18 adres. Královna leží v katastrálním území Broumovice. Poblíž vesnice se nachází rybníky Královna a Vražedný. Ze severu je vesnice obklopena lesy.

## Historie
První písemná zmínka o vesnici pochází z roku 1790.

## Další fotografie

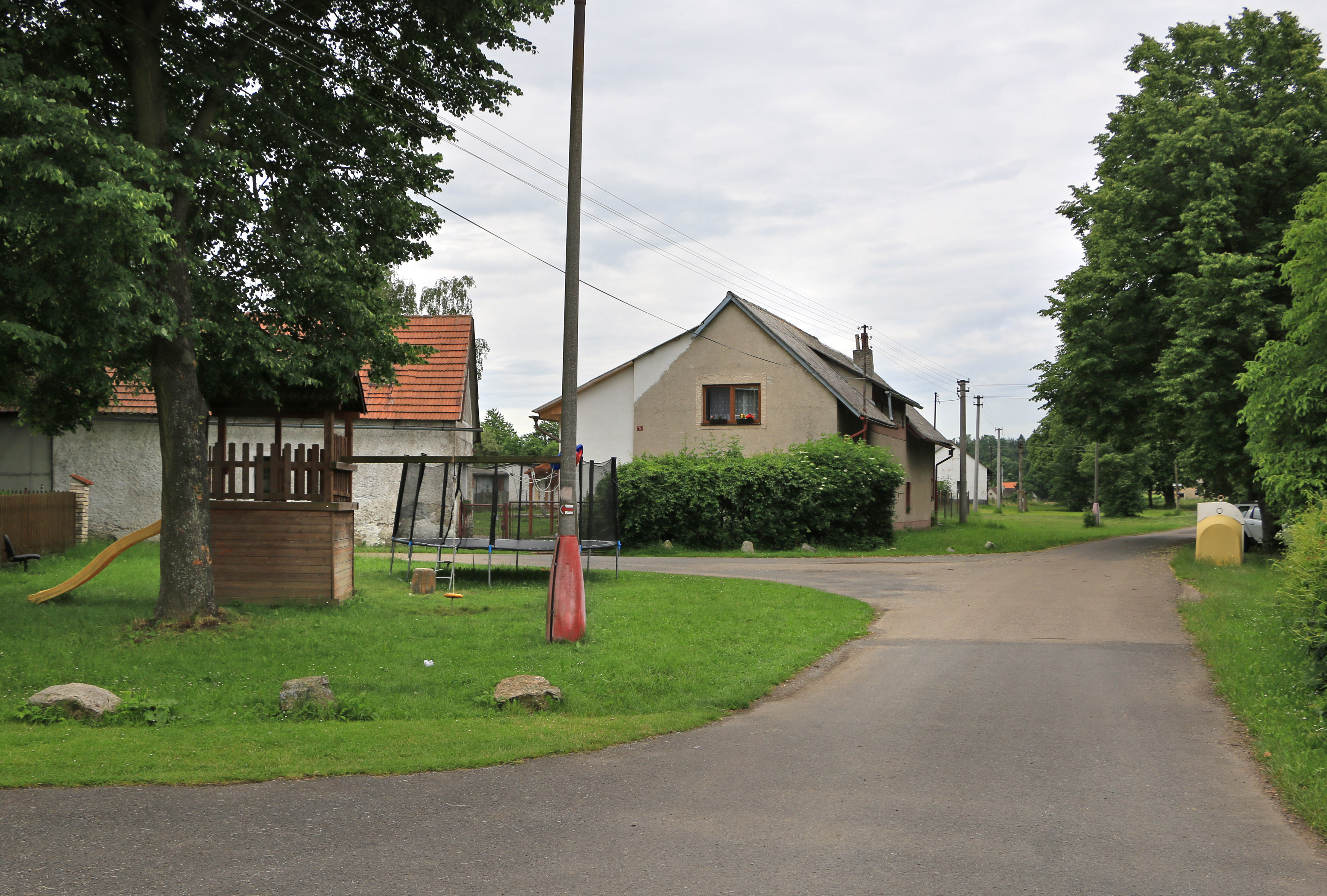
Náves
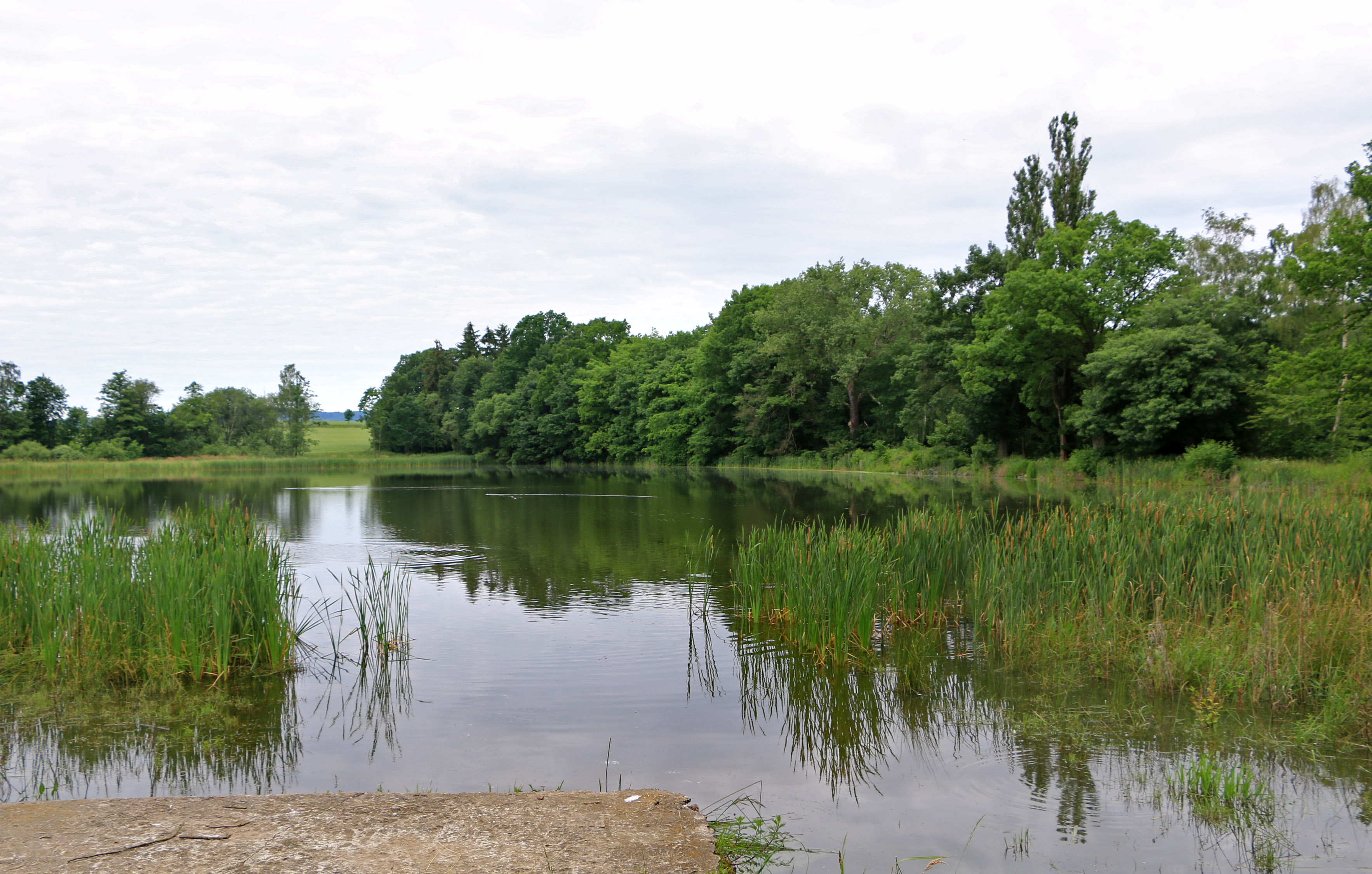
Rybník rálovna
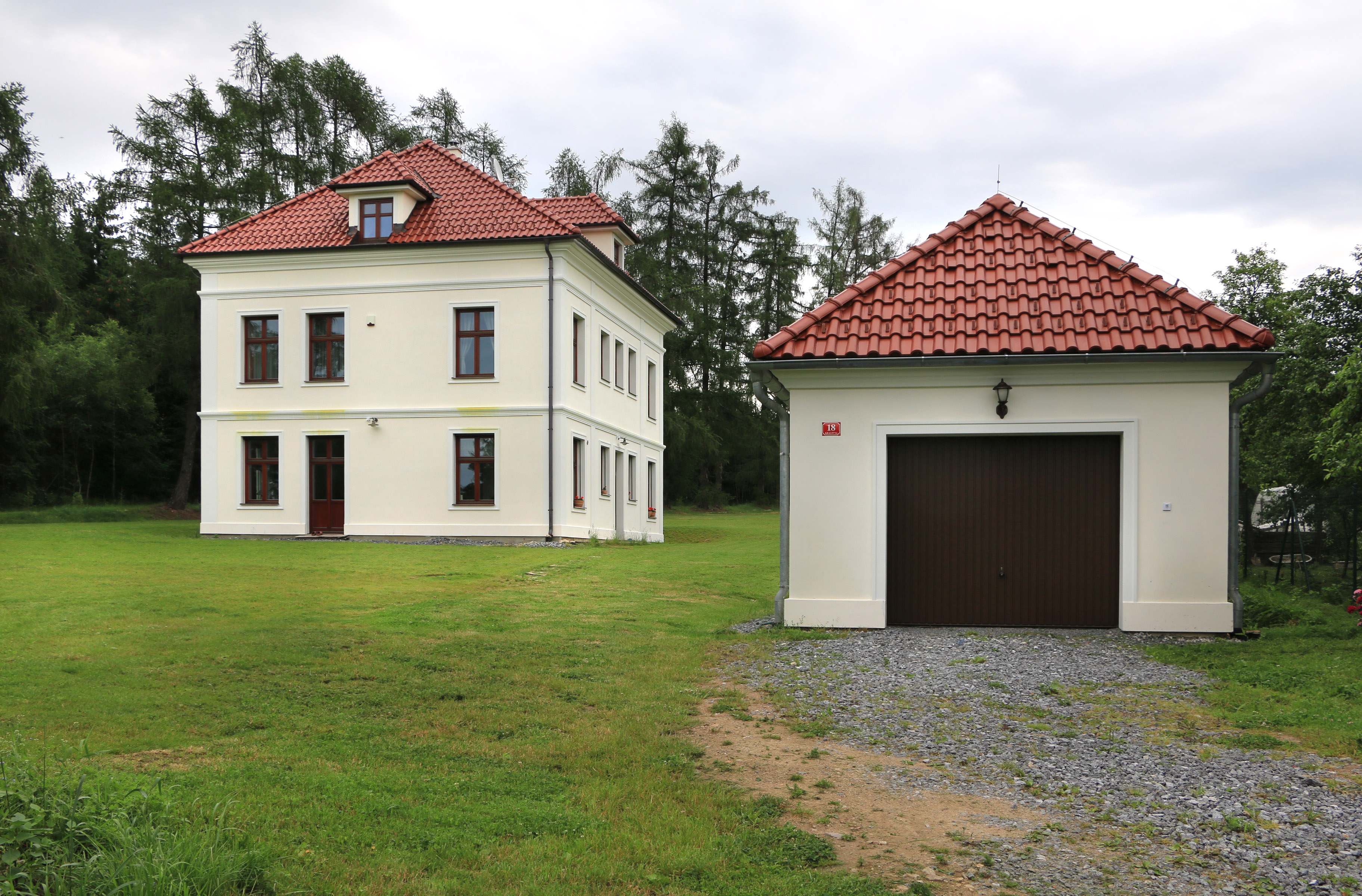
Dům čp. 18